# Andrew Applepie
Andrew Applepie (* 27. September 1989 in München; bürgerlich Andreas Plab) ist ein deutscher, in Berlin lebender Songwriter, Musiker und Produzent von experimenteller elektronischer Musik.

## Karriere
Im Alter von 13 Jahren begann Andreas Plab, Popsongs zu schreiben und war unter anderem als Sänger und Gitarrist der Alternative-Indiepop-Band Cat Stash aktiv. Er komponierte den Titelsong Confidence zum Kinofilm About A Girl. Seit Sommer 2015 produziert der Indiemusiker und oldschool Hiphop-Fan als Andrew Applepie („Andreas Apfelkuchen“) Beats und Songs mit unterschiedlichsten Gerätschaften – von normalen und exotischen Instrumenten über klassische Beatmaschinen bis zu Haushaltsgeräten. Dabei verwendet er für seine eigenen Songs nicht wie in der elektronischen Musik üblich Samples von anderen Künstlern, sondern ausschließlich selbst eingespielte und aufgenommene Parts.
Einer breiteren Öffentlichkeit wurde seine Musik ab Herbst 2015 dadurch bekannt, dass eine Reihe an YouTube-Persönlichkeiten und populären Vloggern wie Casey Neistat aus New York City (YouTuber des Jahres 2016), Mark Rober aus Kalifornien oder Alfie Deyes aus Brighton mit mehreren Millionen YouTube-Abonnenten begannen, seine Songs in ihren Videos zu verwenden. Seitdem nutzen sehr viele unbekannte YouTuber weltweit seine Tracks. Besonders durch diese Kombination hat sich Andrew Applepies Musik sehr schnell und international verbreitet. Eines der viralsten Videos ist Mark Robers „25 MILLION Orbeez in a pool - Do you sink or float?“ mit über 20 Millionen Aufrufen.
Seit Sommer 2016 tritt Andrew Applepie zusammen mit dem Berliner Jazzpianisten und Komponisten Lorenz Kellhuber unter dem Namen Hybrid Kings auf. Ihr individueller Sound entsteht durch frei auf der Bühne improvisiertes Live-Looping von akustischen Instrumenten und elektronischen Beats.
Im März 2018 trat er beim South by Southwest Festival in Austin, Texas, auf.

## Auszeichnungen und Preise
Im Jahr 2016 wurde Andrew Applepie mit dem Musikpreis der Stadt Regensburg in der Kategorie „Innovative Musik - Freie Szene“ ausgezeichnet.

## Diskografie

### Alben
- 2015: Real Sweet
- 2016: Andrew Applepie
- 2016: B-Side (Real Sweet & Andrew Applepie)
- 2017: Two Suns
- 2017: This Amount Of Songs Almost Broke The Internet, Vol. 1
- 2017: Nine Songs To Relax
- 2017: A Couple Of Pop Songs
- 2017: This Amount Of Songs Almost Broke The Internet, Vol. 2
- 2018: Hanging Out, Playing Video Games, Writing Songs
- 2018: This Amount Of Songs Almost Broke The Internet, Vol. 3
- 2018: California Kamala Falcon
- 2018: This Amount Of Songs Almost Broke The Internet, Vol. 4
- 2019: Earth Ran Out Of Disk Space 1
- 2019: 2019
- 2020: Hate To Say I Told You So

### Singles
- 2015: Thieves
- 2016: I'm So
- 2016: Antarctica
- 2016: Secrets
- 2016: Pokemon in NYC
- 2016: Ankara Please
- 2017: Hit The Gas
- 2017: Keep On Trying
- 2017: Sweet Tomorrow
- 2017: Drowning World feat. Bjurman
- 2017: Put Your Hands Together
- 2017: I've Been Lonely feat. AK
- 2017: Momma, I've Got A Feeling
- 2017: Fantasy Prison
- 2017: Waltz of Despair feat. Bjurman
- 2017: Please Don't Go
- 2017: When the World Goes Down - AK remix
- 2017: Be with You - with Blue Wednesday
- 2017: Don't Fuck This Up - with Ed Prosek
- 2017: Names feat. NKLS
- 2018: When The Lights Go Out feat. Sean Angus Watson
- 2018: Riding The Fullmoon - with Blind He-Man O'Hara
- 2018: Dove feat. Bjurman
- 2018: Arrow feat. Bjurman
- 2018: Not Gonna Lie
- 2018: For Bob
- 2018: Down
- 2018: Sun Go Down
- 2018: Feel It In My Face
- 2018: Momma, I've Got A Feeling - Joey Pecoraro Remix
- 2018: Catch It - with NKLS
- 2019: Politics
- 2019: Salted Caramel
- 2019: Capricorn
- 2019: Fridays For Future
- 2019: 11:11
- 2020: At Night